# Psychotria wawrana
Psychotria wawrana är en måreväxtart som beskrevs av Johannes Müller Argoviensis. Psychotria wawrana ingår i släktet Psychotria och familjen måreväxter. Inga underarter finns listade i Catalogue of Life.